# 中华人民共和国名誉主席宋庆龄陵园
中华人民共和国名誉主席宋庆龄陵园，简称宋庆龄陵园、宋园，前身为上海万国公墓，是中国上海的公共墓地，有众多名人归葬于此，位于上海市长宁区虹桥路1290号、宋园路（因宋庆龄陵园而重新命名）21号。
该地现包含国家名誉主席宋庆龄纪念设施（主要为宋氏墓地、宋庆龄生平事迹陈列馆等）、名人墓园（为中国籍名人的墓地）、外籍人墓园以及少儿活动区（包含上海儿童博物馆等）四个部分。

## 历史
清朝宣统元年（1909年）十月，浙江上虞人经润山在上海西乡购地20余亩，筹建薤露园，民国三年（1914年）建成。民国六年，经润山之妻汪国贞在虹桥路南、张虹桥购地55.6亩，将原来的园地西移，并更名为薤露园万国公墓。
1956年迁葬虹口公园前，鲁迅曾葬于该地。
民国二十三年（1934年）九月，该地由上海市卫生局接办，扩大到约8.18万平方米，改称上海市万国公墓，为公营墓地。
文化大革命初期，万国公墓遭到严重破坏。上海的红卫兵毁坏了宋庆龄父母在万国公墓的墓地，而且推倒石碑把墓中的骸骨挖掘出来。宋庆龄听闻此事后极为震惊和悲伤，后来在时任总理周恩来的干预下墓地得以复原。
1973年，上海市民政局收回包括宋氏墓地在内的30亩土地，恢复万国公墓。1981年，万国公墓收回全部土地。
1981年5月29日，宋庆龄逝世于北京；6月，宋庆龄安葬于宋氏墓地。1984年1月，“中华人民共和国名誉主席宋庆龄陵园”正式建立。1982年2月，宋庆龄墓被中国国务院列为全国重点文物保护单位。

## 陵园设施
- 宋庆龄纪念设施
  - 宋氏墓地
  - 纪念广场
  - 宋庆龄汉白玉雕像
  - 由邓小平亲笔题词的宋庆龄纪念碑
  - 书法家王桂方书宋庆龄碑文
  - 宋庆龄生平事迹陈列馆
- 名人墓园
- 外籍人墓园
- 少儿活动区
  - 上海儿童博物馆

### 宋氏墓地
万国公墓内的宋氏墓地系宋氏家族宋耀如、宋庆龄等人的墓地。墓地占地22穴，约145平方米。宋氏墓地购于1918年。1918年5月，宋耀如在上海逝世，安葬在此地。1931年7月，宋庆龄之母倪桂珍病逝。1932年8月，宋庆龄姊妹六人修建了宋耀如、倪桂珍的合葬墓。

### 外籍人墓园
万国公墓安葬的外籍名人有日本人内山完造及其妻子美喜子等人。大韩民国临时政府总统朴殷植、国务总理卢柏麟、代理国务总理申圭植等人原葬于万国公墓，现已迁葬韩国。

## 落葬名人
万国公墓葬有众多名人，如杨杏佛、王屏南、杨度、金仲华、张乐平等。1936年，鲁迅病逝，葬于此地，1956年，移葬到虹口公园新建墓地。
万国公墓名人墓园内的主要名人列表如下：
| 墓穴号 | 人名   | 生卒年       | 备注                 |
| 1      | 金仲华 | 1907～1968年 | 上海市副市长         |
| 2      | 杨杏佛 | 1889～1933年 | 社会活动家           |
| 5      | 谢晋元 | 1905～1941年 | 抗日名将             |
| 7      | 王屏南 | 1893～1950年 | 上海抗日义勇军负责人 |
| 19     | 张乐平 | 1910～1992年 | 漫画家               |
| 20     | 周信芳 | 1895～1975年 | 京剧演员             |
| 21     | 马相伯 | 1840～1939年 | 复旦大学创办人       |
| 53     | 俞振飞 | 1902～1993年 | 昆曲演员             |
| 73     | 杨度   | 1874～1931年 | 政治活动家           |
| 74     | 黎仲实 | 1886～1919年 | 革命家               |

## 管理机构
现在，宋庆龄陵园的管理机构为中华人民共和国名誉主席宋庆龄陵园管理处（上海市万国公墓管理处），该事业单位隶属于由上海市机关事务管理局指导管理、上海市人民政府直属的上海市孙中山宋庆龄文物管理委员会。

## 参观信息
- 开放时间：8:30-17:00。
- 公共交通：轨道交通3、4、10号线，公交48、72、73、113、224、911、806、808、855、754号线。